# Opisthoplites
Opisthoplites is een geslacht van hooiwagens uit de familie Gonyleptidae.
De wetenschappelijke naam Opisthoplites is voor het eerst geldig gepubliceerd door Sørensen in 1884. 

## Soorten
Opisthoplites omvat de volgende 2 soorten:
- Opisthoplites corallipes
- Opisthoplites ypsilon